# Loanda
Loanda este un oraș în Paraná (PR), Brazilia.